# Agathosma krakadouwensis
Agathosma krakadouwensis är en vinruteväxtart som beskrevs av Dümmer. Agathosma krakadouwensis ingår i släktet Agathosma och familjen vinruteväxter. Inga underarter finns listade i Catalogue of Life.